# 미하일 1세 아센
미하일 아센 1세(불가리아어: Михаил Асен I)는 1246년에서 1256년까지 불가리아의 차르였다. 미하일 아센 1세는 이반 아센 2세와 에페이로스 공국의 테오도로스 1세의 딸 이레네의 아들이었다.

## 생애

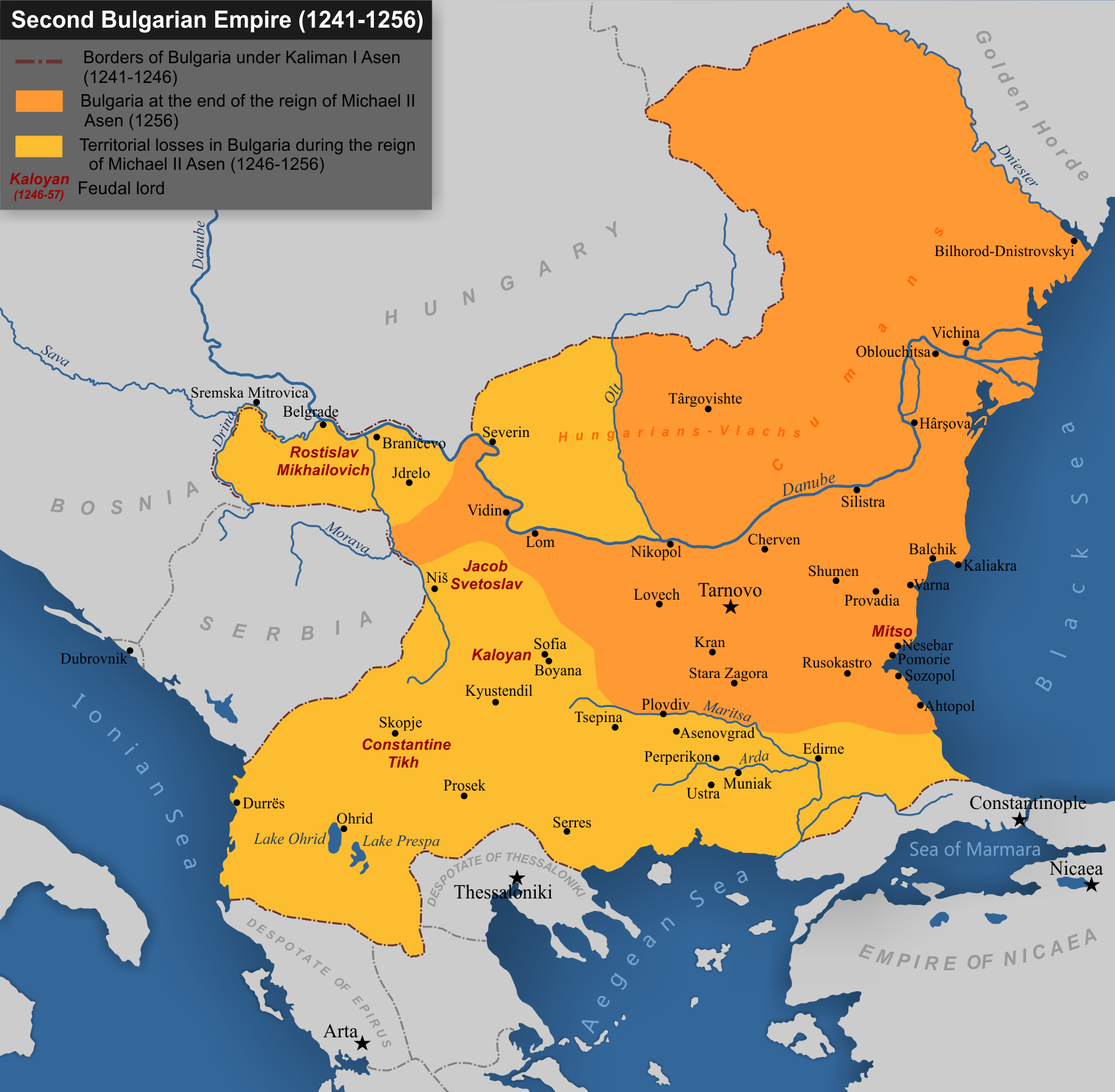
1241년-1256년의 제 2차 불가리아 제국.

미하일 아센 1세는 그의 이복 형 칼리만 아센 1세를 승계하였을 때 아직 어린 아이였다. 그의 어머니 이레네가 섭정으로 통치하였던 것으로 보이지만, 이를 뒷받침하는 증거는 거의 없다. 불가리아에 두번째 미성년 차르가 즉위하였다는 소식을 들은 주변의 니케아 제국과 에페이로스 공국, 헝가리는 불가리아를 공격하여 많은 지역을 빼앗았다. 니케아 제국에게는 트라키아를, 에페이로스 공국에게는 마케도니아를, 헝가리에게는 베오그라드와 바나트 지역을 상실했다. 그럼에도 불구하고 1247년 불가리아는 라틴 제국에 대항하여 니케아 제국을 지원하기도 하였다.
1254년 요한네스 3세의 죽음은 불가리아로 하여금 니케아 제국에게 상실한 지역을 회복할 기회를 주었다. 이 시기 미하일 아센 1세는 군사 행동에 참가하여, 초반에는 성공을 거두어 트라키아를 지나 로도피 산맥의 요새들의 동정적인 거주민들에게 항복을 받기도 하였다. 하지만 니케아의 새 황제 테오도로스 2세의 급속한 진격은 불가리아군을 당황시켰고, 미하일 아센 1세는 돌발적인 부상을 입기도 하였다. 이듬해인 1255년 미하일 아센 1세는 쿠만족 군대를 이끌고 와 몇몇 성공을 거두었다. 1256년 결국 평화 조약이 맺어져 전쟁 이전의 상황으로 되돌리기로 결정되었다.
몇몇 빈약한 자료들은 미하일 아센 1세의 통치 기간 동안 대부분이 궁중 내의 강력한 인물의 영향 하에 있다는 인상을 준다. 가장 첫째로는 모후인 이레네가 있다. 1253년 두브로브니크에서의 조약에서는 미하일 아센 1세의 누이 안나의 남편 세바스토크라토르 페터르도 보여진다. 마지막으로는 러시아의 체르니고프 가문 출신의 로스티슬라프 미하일로비치로 그는 헝가리의 벨러 4세의 딸 안나와 결혼하여 베오그라드에 정착하였다. 아마도 이 시기 미하일 아센 1세는 로스티슬라프의 딸과 결혼하였고, 로스티슬라프는 1256년 니케아와의 화약에도 중재자 역할을 한 것으로 보인다.
아마도 미하일 아센 1세와 그의 장인의 양보에 대해 반발하였던 귀족 그룹들은 그의 사촌인 칼리만 아센 2세를 중심으로 모였다. 터르노보 근교의 사냥 도중 칼리만 아센은 미하일 아센 1세를 살해하고 왕위를 찬탈하였다.

## 참고 문헌
- John V.A. Fine, Jr., The Late Medieval Balkans, Ann Arbor, 1987.

| 전임 칼리만 아센 1세 | 제2차 불가리아 제국의 차르 1246년 ~ 1256년 | 후임 칼리만 아센 2세 |